# Edmond (Kansas)
Edmond è un comune degli Stati Uniti d'America, situato nello Stato del Kansas, nella Contea di Norton.